# Christopher Polhem

Polhelm avporträtterad av David von Krafft ca år 1700.

Christopher Polhem (fram till adlandet 1716 Polhammar), född 18 december 1661 i Tingstäde socken på Gotland, död 30 augusti 1751 i Stockholm, var en svensk uppfinnare, industriman och fysiker, ofta kallad "den svenska mekanikens fader". Han var verksam inom en rad tekniska områden och gjorde betydande insatser för den industriella utvecklingen i Sverige under 1600- och 1700-talet. 
Bland Polhems mest kända uppfinningar finns polhemslåset och polhemsknuten, liksom flera förbättringar av gruvkonster, vattenhjul (som ibland benämns polhemshjul), andra gruvmaskiner, slussar och textilmaskiner. Han grundade Laboratorium mechanicum, Sveriges första ingenjörsskola, som senare kom att utvecklas till Kungliga Tekniska högskolan. Han adlades 1716 och invaldes som ledamot i Kungliga Vetenskapsakademien. 
Polhem samarbetade med flera svenska kungar, däribland Karl XI och Karl XII, och engagerades i projekt som sträckte sig från gruvdrift och vattenbyggnad till militär utrustning och jordbruksmaskiner. Hans liv och gärning har lämnat ett omfattande teknikhistoriskt arv som fortsatt att influera svensk ingenjörskonst långt efter hans död.

## Biografi

### Bakgrund och Uppsala
Christopher Polhem var son till Christina Eriksdotter Schening från Vadstena och Wulf Christopher Polhammar, en tysk köpman som invandrat till Visby. Han hade åtminstone två bröder, Johan och Jonas. Enligt en släkttradition härstammar han från Kungariket Ungern från en eventuellt ursprungligen österrikisk friherrlig ätt som tidigt gifte in sig i den ungerska adeln. Grevinnan Bora Szent-Györgyi var gift med Farkas Polhem på 1300-talet.
På grund av religionsförföljelse av de katolska österrikarna, ska hans far som var ungersk protestant, ha flytt till svenska Pommern. På resan ska hans far ha lidit skeppsbrott utanför Gotland. Efter detta slog han sig ned i Visby och blev "en ganska framstående köpman med många fartyg i sjön", som Christopher Polhem skrev i sin självbiografi. Som sjuåring blev Polhem faderlös. Modern gifte kort därefter om sig med Jöran Silcker. Polhem sattes i Visby skola då familjen inte hade råd med privatundervisning och redan 1671 tvingades han avbryta sina studier. Han flyttade då till sin farbror Hans Adam Polhammar i Stockholm. Då även farbrodern avled 1673 blev han omhändertagen av Mattias Biörenklous änka, Margareta Wallenstedt och kom att arbeta som skrivare och fogde på hennes gårdar Vansta säteri i Ösmo och Kungshamns gård.
Sexton år gammal skaffade sig Polhem en verkstad på Vansta, där han började utföra olika mekaniska arbeten. Av prästerna i trakten erhöll han hjälp med latinundervisning, i utbyte mot hjälp med reparationer och konstruktioner av urverk. År 1685 lämnade han Margareta Wallenstedts tjänst och tog i stället anställning på Fållnäs i Sorunda socken.
Sorundas kyrkoherde Erland Dryselius hjälpte honom med studierna och 1687 fick han möjlighet att komma till Uppsala för att hjälpa till att reparera domkyrkans medeltida tornur. Genom att visa upp sina färdigheter för Anders Spole skrevs han därefter in vid universitetet. Här studerade han fysik, matematik och mekanik, och möjligen även humaniora. I praktiken kom han dock främst att ägna år 1691 åt reparationer av tornuret och andra praktiska mekaniska arbeten.

### Uppfinningar i Bergslagen

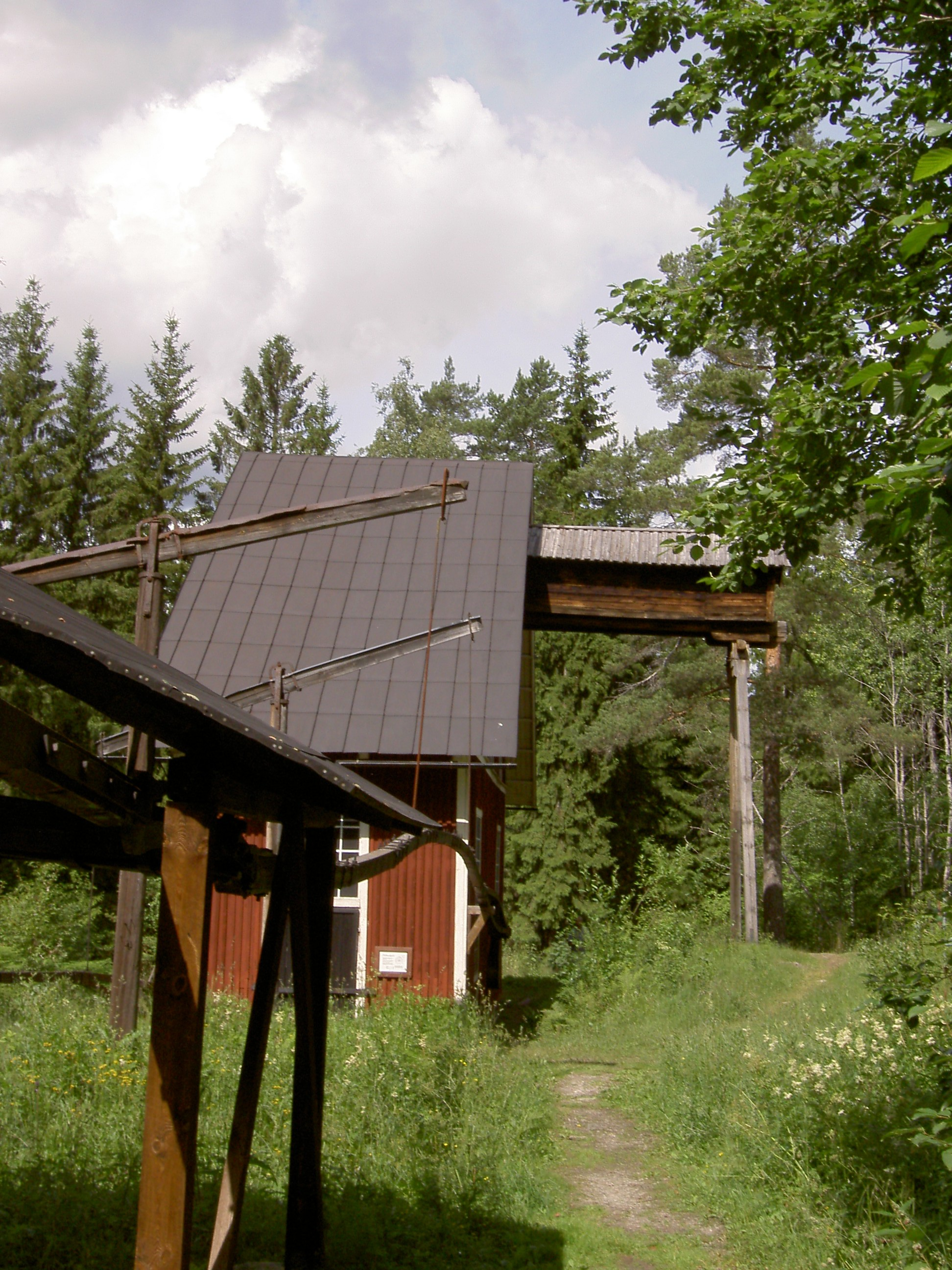
Polhemshjulet i Kärrgruvan.

Tack vare sitt arbete med tornuret, som han inte bara lyckades laga utan även förbättra, blev han 1690 introducerad vid Bergskollegium. Här konstruerade han en ny gruvmaskin, som med hjälp av vattenkraft fraktade upp malm ur gruvgångarna och upp till ytan. Denna uppfinning visades för Karl XI, som 1691 beslutade att Polhem skulle få en livstidspension på 500 daler silvermynt. På statens bekostnad gjorde han samma år en studieresa till Bergslagens gruvor och konstruerade även en hästdriven pumpmaskin för Hällestads gruva. I detta fall kom dock projektet att misslyckas.
Åren 1692–1694 skapade Polhem ett uppfordringsverk i Stora Stöten vid Falu koppargruva efter en plan som han gjort upp redan 1690. Ett uppfordringsverk, eller ett gruvspel, är en maskin som transporterar gruvmaterialet från ett lägre till ett högre plan. Åren 1694–1696 reste han genom England, Holland, Frankrike och Tyskland för att studera teknik – även denna gång bekostad av statsbidrag.
Vid hemkomsten startade han 1697 den första skolan för ingenjörer i Sverige, Laboratorium mechanicum i Stockholm, där han för undervisningen skapade en modellsamling för rörelsemekanismer, hans så kallade Polhems mekaniska alfabet. År 1798 övergick skolan till ingenjörsskolan, kallad Mekaniska skolan. Efter Riksdagsförslag 1823 och beslut av Kungl. Maj:t 1825 omvandlades det 1827 till Teknologiska Institutet, det vill säga Kungl. Tekniska Högskolan.
År 1699 grundade han Stjärnsunds manufakturverk i Dalarna, där man bland annat tillverkade maskiner och pendelur.

### Fler uppfinningar
Polhem blev känd för sina stånggångar. En stånggång – också kallat konstgång – är en mekanisk anordning för överföring av kraft från ett vattenhjul. Till skillnad från en kraftöverföring med en kontinuerligt roterande axel rör sig stånggången pulserande, i en rörelse fram och tillbaka, som en pistong. En sådan,stånggång anlagd vid Hundbo gruva, överförde vattenkraft över en kvarts mil över svår terräng. Vid Stjärnsunds manufakturverk, där han fritt kunde verka som uppfinnare, konstruerades bland annat maskiner för tillverkning av ur, kugghjul, tallrikar, skålar och bägare men även sågverk som hyvlade plankor, spont- och räffelverk för framställning av fjädrar, pressmaskiner för takbleck, maskin som klippte spik och en annan som klippte takplåtar, valsverk till plåtar och bandjärn, och slipmaskiner.
De stora förbättringar som Polhem utförde vid svenska gruvor väckte uppmärksamhet även utomlands. Kurfursten av Hannover, som senare blev kung i Storbritannien under namnet Georg I, gav honom uppdraget att besöka de rika järn- och silvergruvorna i Harz för att ge råd och anvisningar till förbättringar. Polhem kom dit 1707 och demonstrerade modeller av sina stånggångar och föreslog andra förbättringar. När han återvände till Sverige följde två tyska bergsmän med som lärjungar. Efter lärotidens slut återvände de till Harz och införde där flera av Polhems uppfinningar. Försöket slog så väl ut att ytterligare två tyskar vid mitten av 1720-talet skickades från Harz för att studera under Polhem. Vid flera tillfällen följde man även Polhems råd i bergstekniska frågor.
En som satte stort värde på Polhem var den svenska militären Magnus Stenbock. Han blev särskilt intresserad av de lättrörliga och lätthanterliga fältkvarnar av stål som Polhem uppfunnit. När man kunde byta ut de gamla tunga och svårhanterliga pjäserna förenklades den viktiga frågan om förnödenheter inom armén. Stenbock rekommenderade också riksrådet att Polhem skulle få en försäkrad årslön för att säkra sin ekonomi, vilket godkändes.
Karl XII visade ett stort intresse för Polhems uppfinningar, i synnerhet för sådana som rörde arméns beväpning och utrustning. För arméns räkning konstruerade Polhem en maskin för slipning av kanonkulor, en riktanordning för kanoner och en kanonmodell som 1712 blev påbjuden för tillverkning. Karl XII intresserade sig även för en kvarn och en tröskmaskin för fältbruk, samt en ny pontonbrygga. Förutom en myntmaskin och ett upphalningsverk för fartyg kom Polhems förbättringar av vävstolarna till användning.
Karl XII yttrade om Polhem: "En sådan man födes intet i sekler. Hade han varit en främmande, så hade man upphöjt honom i tredje himmelen, men efter han är svensk, aktas han intet stor med all sin vetenskap."
Bland Polhems textilmaskiner märks strumpvävstolar, bandvävstolar, en spolmaskin, en kardmaskin, överskäraremaskin, tvinnmaskin, repslagarmaskin och klädespress. För jordbruket konstruerade han en såningsmaskin, tröskmaskin, hackmaskin, hackelsemaskin, tuvplog, "mullbråka", "stenåka" (för stenbrytning) och en "tegelbråka". Han utförde även förbättringar av väder- och vattenkvarnar. Vidare konstruerade han en filhuggningsmaskin och några automater, bland annat för utminutering av vin. Mest berömda blev dock hans ur- och låskonstruktioner.

### Vattenbyggen
Av Karl XII blev Polhem 1714 utnämnd till assessor i Kommerskollegium och 1716 till kommerseråd. Samma år blev han också adlad. Han var behjälplig vid byggandet av en torrdocka i Karlskrona. Efter ett sammanträffande med kungen i Lund 1718, fick han uppdraget att på fem år skapa en en kanal som skulle binda samma Norrköping med Göteborg. Arbetet med denna Svea kanal påbörjades men avstannade efter kungens död samma år, för att återupptas först under Polhems sista år i livet.
Även i Stockholm anlitades Polhem för konstruktion av en sluss, som kom att kallas Christopher Polhems sluss, ett arbete som senare slutfördes av hans son Gabriel Polhem. 87 år gammal bars Polhem ned i botten på den då torrlagda slussen för att där högtidligt dekoreras med kommendörstecknet av Nordstjärneorden.
Christopher Polhem fick även i uppdrag att bygga slussar förbi Trollhättefallen i Göta älv. De kom aldrig i drift, men det finns några ofullbordade slussar vid fallområdet i Trollhättan, som kallas Polhems slussled. Först år 1800 blev drömmen om en farled mellan Kattegatt och Vänern en verklighet, när Trollhätte kanal kunde invigas.

### Kopplingar och lås
Polhem tog även fram Polhemsknuten som är en kardanknut, det vill säga en koppling som överför rörelse mellan två axeländar som möts i en varierande vinkel. Eventuellt hade han sett andra mekaniska lösningar på kopplingen eftersom den italienske uppfinnaren Girolamo Cardano skissat en lösning som Robert Hooke förverkligade 1676. Christopher Polhem konstruerade även Polhemslåset, ett sorts hänglås som salufördes ända in på 1950-talet.
Christopher Polhem var en av de tidigast invalda ledamöterna av Kungliga Vetenskapsakademien.

## Uppfinningar och anläggningar i urval
Polhems uppfinningar och konstruktioner översteg sammanlagt 100 till antalet. Här listas några exempel.

- Polhemshjul
- Polhemshjulet i Kärrgruvan
- Polhemslås
- Polhemsknut
- Klocka som visar tid, datum och stjärntecken.
- Polhems kedja
- Polhemsdockan i Karlskrona
- Polhems slussled i Trollhättan
- Christopher Polhems sluss i Stockholm
- Polhems mekaniska alfabet utgjorde grunden för den tekniska utblidningen

## Eftermäle

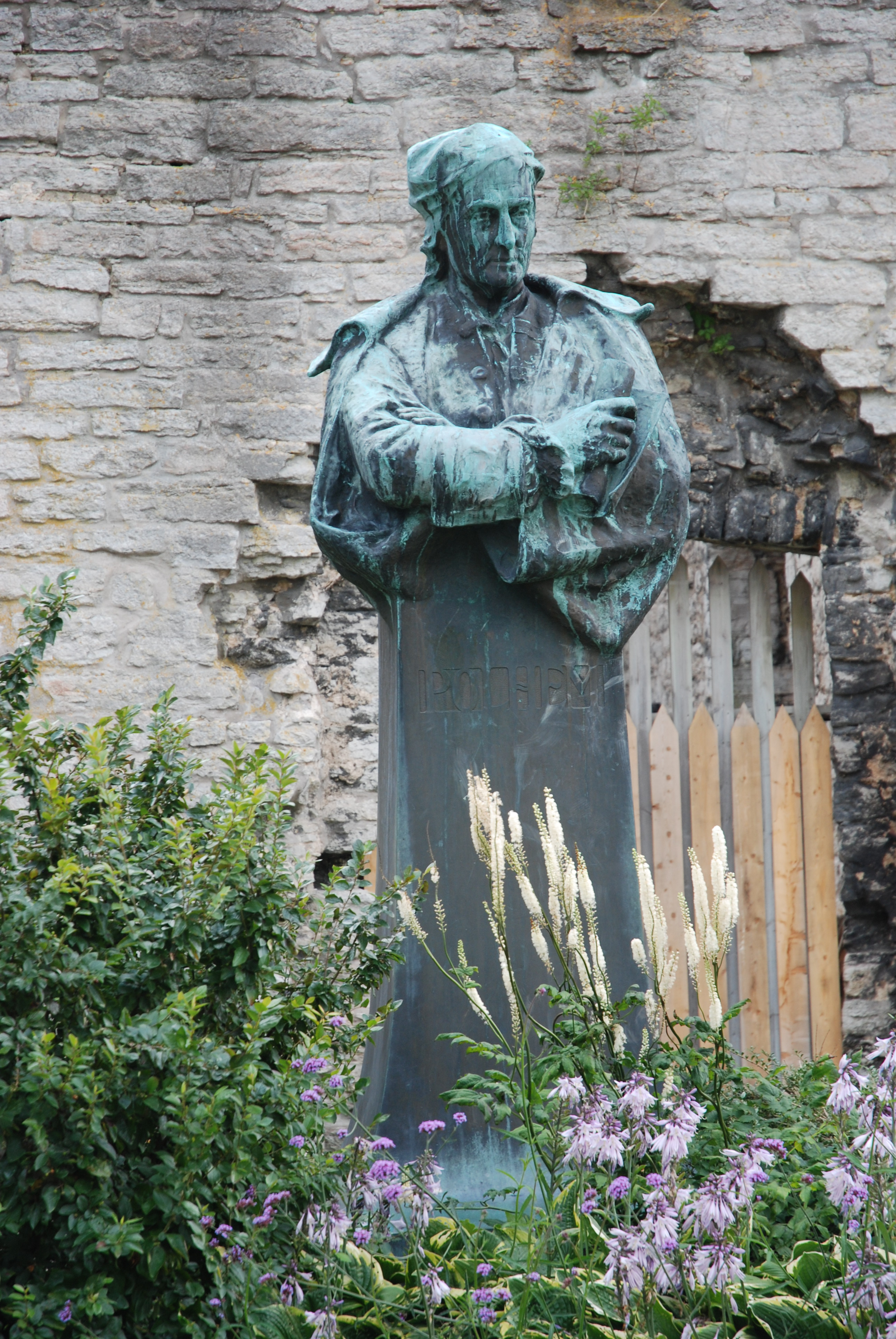
Byst över Polhem av Theodor Lundberg, avtäckt 1911 vid Drottens kyrkoruin, Visby.

### Christopher Polhems familj
Christopher Polhem gifte sig 1691 med Maria Hoffman (1671–1735). De hade barnen:
- Christoffer (1692–1708)
- Henrik (1694–1695)
- Elisabet (1695–1701)
- Henrik (1697–1701)
- Maria (1698–1754), 1718 gift med Martin Ludvig Manderström (1691-1780)
- Gabriel
- Emerentia
- Hedvig (1705–1769), gift 1724 med Carl Gripenstierna (1668-1746), mor till Fredrik Gripenstierna
- Elisabet (1707–1787), gift 1735 med Nils Sandelheim (född Stuwe 1684–1760)

### Institutioner m.m.
- Polstjärnan (Stjärnsundskolan) i Stjärnsund
- Polhemsgymnasiet i Stockholm
- Polhemsskolan i Gävle
- Polhemskolan i Lund
- Polhemsgymnasiet i Göteborg
- Christopher Polhemgymnasiet i Visby
- Polhemsgymnasiet i Trollhättan
- Polhemslaboratoriet på Luleå tekniska universitet.
- Avbildning på de svenska femhundrakronorssedlarna
- Frimärken utgivna vid 200-årsminnet av hans död 1951
- Polhemspriset